# ローラン・パキヒヴァタウ
ローラン・パキヒヴァタウ（Laurent Pakihivatau、1973年11月9日-）はニューカレドニアの男子陸上競技選手、ラグビー選手。専門はハンマー投げ、円盤投げ。
1995年にハガニアで開催されたサウスパシフィックゲームズに出場し、ハンマー投げで金メダルを、円盤投げで銅メダルを獲得した。1999年のスバ大会ではハンマー投げ2連覇を達成した。現在はフランスのラグビーチーム、リヨンOUに所属している。